# Natascha Börger
Natascha Vanessa Börger Sevilla (* 1981 in Caracas, Venezuela) ist ein ehemaliges deutsches Fotomodell und mehrfache Schönheitskönigin.
Am 10. Januar 2002 wurde die damals 20-jährige BWL-Studentin als Miss Hamburg im Kaiserslauterer Unterhaltungszentrum Riverside zur Miss Deutschland gekrönt. Die gebürtige Venezolanerin, deren Vater Deutscher ist, hatte bereits zwei Jahre zuvor an der Wahl zur Miss Venezuela teilgenommen. 
Zur Zeit ihrer Misswahl-Teilnahmen in Deutschland und weltweit lebte sie in Bönningstedt (Kreis Pinneberg) in der Nähe von Hamburg.

## Internationale Erfolge
Für eine deutsche Schönheitskönigin einmalig ist die weitere Laufbahn von Natascha Börger, die während ihrer einjährigen Amtszeit an fünf internationalen Wettbewerben erfolgreich teilnahm und danach bei einem sechsten die zweite Runde erreichte:
| Zeit          | Wettbewerb             | Ort                         | Platzierung         |
| Mai 2002      | Miss Universe          | San Juan, Puerto Rico       | Halbfinale          |
| Juni 2002     | Miss Intercontinental  | Fürth, Deutschland          | Platz 3             |
| August 2002   | Top Model of the World | Aachen, Deutschland         | Platz 1             |
| Oktober 2002  | Miss Baltic Sea 2003   | Helsinki, Finnland          | Platz 1             |
| Dezember 2002 | Miss Europe            | Beirut, Libanon             | Platz 2             |
| Oktober 2004  | Miss International     | Peking, Volksrepublik China | Top 15 (Halbfinale) |

## Nach der Miss-Karriere
Im Oktober 2003 nahm sie ihr Studium an der Universität Hamburg wieder auf und arbeitete nebenbei als Fotomodell.
2005 heiratete sie den ehemaligen Footballer der San Francisco 49ers Gabriel Crecion und lebt heute mit ihm in Los Angeles.